# Lata Lena och blåögda Per
Lata Lena och blåögda Per är en svensk svartvit film från 1947 i regi av Lennart Wallén. I rollerna ses bland andra John Elfström, Rut Holm och Gudrun Brost.

## Om filmen
Förlaga till filmen var pjäsen Halta Lena och vindögde Per av Ernst Fastbom, vilken hade uruppförts på Södra Teatern i Stockholm (1910). Pjäsen hade filmatiserats två gånger tidigare: 1923 som Halta Lena och vindögde Per och 1933 som Halta Lena och vindögde Per. Inför 1947 års version omarbetades pjäsen till filmmanus av Wallén och Schamyl Bauman - den fick en ny titel, eftersom lyteskomik inte ansågs vara gångbart längre. Fotograf under inspelningen var Sven Nykvist. Inspelningen ägde rum under juni och juli 1947 i Sandrews ateljéer i Stockholm och på Runmarö i Värmdö kommun. Filmen klipptes av Wallén och premiärvisades den 30 augusti 1947 på biograf Astoria i Stockholm. Den är 82 minuter lång och barntillåten.

## Rollista
- John Elfström – Per Österberg
- Rut Holm – Lena Mattsson
- Gudrun Brost – Dagmar Liljekvist, sufflös
- Olof Bergström – Karl-Henrik Norman
- Josua Bengtson – Johan August Söderholm, diversehandlare
- Anna-Greta Krigström – Magda Mattsson, Lenas syster
- Anders Frithiof – Mattsson, fiskare, Lenas och Magdas far
- John Botvid – Österberg, Pers far

Ej krediterade
- Nils Hallberg – flottist
- Carl-Axel Elfving	– flottist
- Johan Bergfors – Nisse, flottist
- Birger Lensander – flottist
- Birger Sahlberg – länsman
- Millan Olsson – Söderholms husa
- Otto Adelby – en man vid midsommardansen

### Fotnoter
1. 1 2  ”Lata Lena och blåögda Per”. Svensk Filmdatabas. http://sfi.se/sv/svensk-filmdatabas/Item/?itemid=4191&type=MOVIE&iv=Basic&ref=/templates/SwedishFilmSearchResult.aspx?id%3d1225%26epslanguage%3dsv%26searchword%3dLata+Lena+och+bl%C3%A5%C3%B6gda+Per%26type%3dMovieTitle%26match%3dBegin%26page%3d1%26prom%3dFalse. Läst 17 april 2013.